# Umbraculida
Ordre
Les Umbraculida sont un ordre de mollusques hétérobranches de l'infra-classe des Opisthobranchia, généralement appelés « ombrelles » en raison de leur coquille extrêmement simple.

## Liste des genres
Selon World Register of Marine Species (27 mars 2021) :
- super-famille Umbraculoidea Dall, 1889 (1827) 
  - famille Tylodinidae Gray, 1847 -- 2 genres (6 espèces)
  - famille Umbraculidae Dall, 1889 (1827) -- 2 genres (4 espèces actuelles)

## Galerie

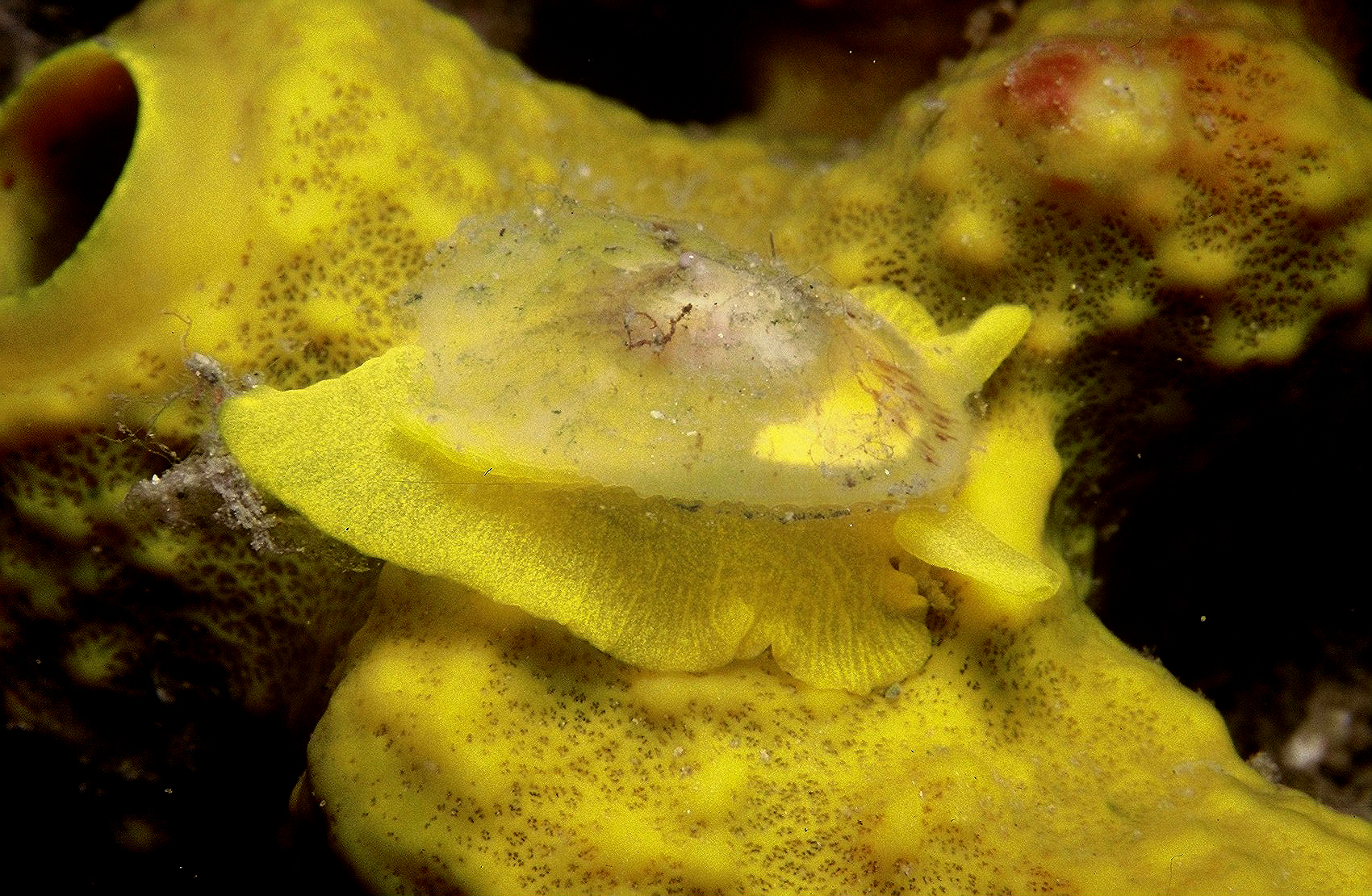
Tylodina perversa.
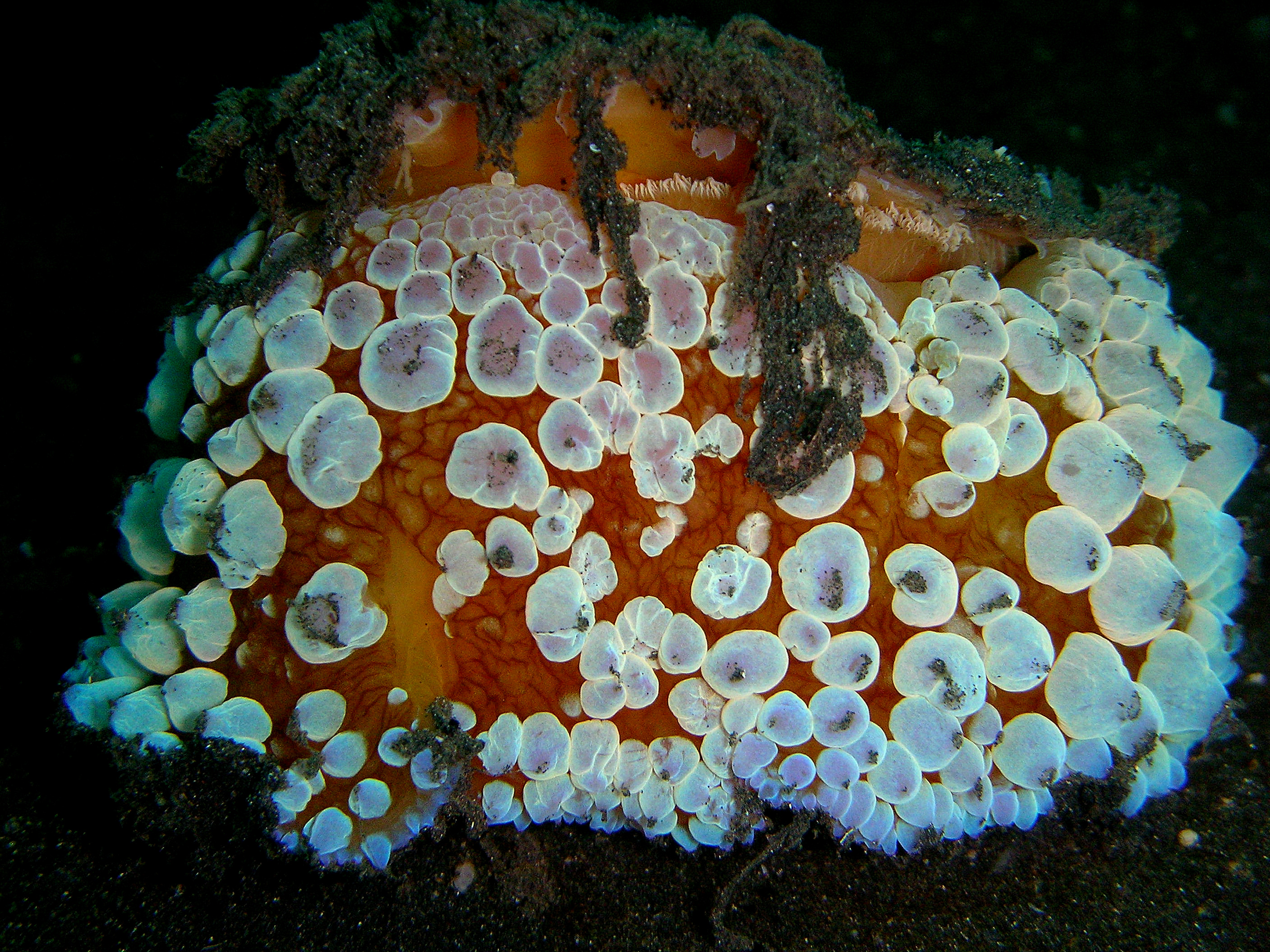
Umbraculum umbraculum.
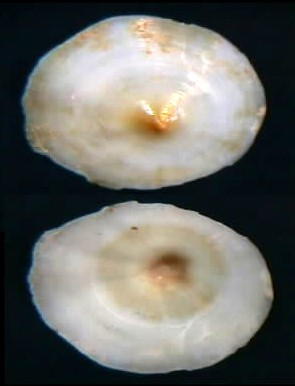
Coquille d'Umbraculum umbraculum.